# La Vineuse
La Vineuse ist eine Commune déléguée in der französischen Gemeinde La Vineuse sur Fregande mit 295 Einwohnern (Stand: 1. Januar 2022) im Département Saône-et-Loire in der Region Bourgogne-Franche-Comté. 
Zum 1. Januar 2017 wurde die Gemeinde La Vineuse mit der Nachbargemeinden Donzy-le-National, Massy und Vitry-lès-Cluny zur Commune nouvelle La Vineuse sur Fregande vereinigt. Sie gehörte zum Arrondissement Mâcon und war Teil des Kantons Cluny.

## Geografie
La Vineuse liegt etwa acht Kilometer nordwestlich von Cluny. 

## Bevölkerungsentwicklung
| Jahr                      | 1962 | 1968 | 1975 | 1982 | 1990 | 1999 | 2006 | 2013 |
| Einwohner                 | 303  | 256  | 234  | 234  | 238  | 258  | 297  | 289  |
| Quelle: Cassini und INSEE |      |      |      |      |      |      |      |      |

## Sehenswürdigkeiten
- Kirche Notre-Dame aus dem 11. Jahrhundert

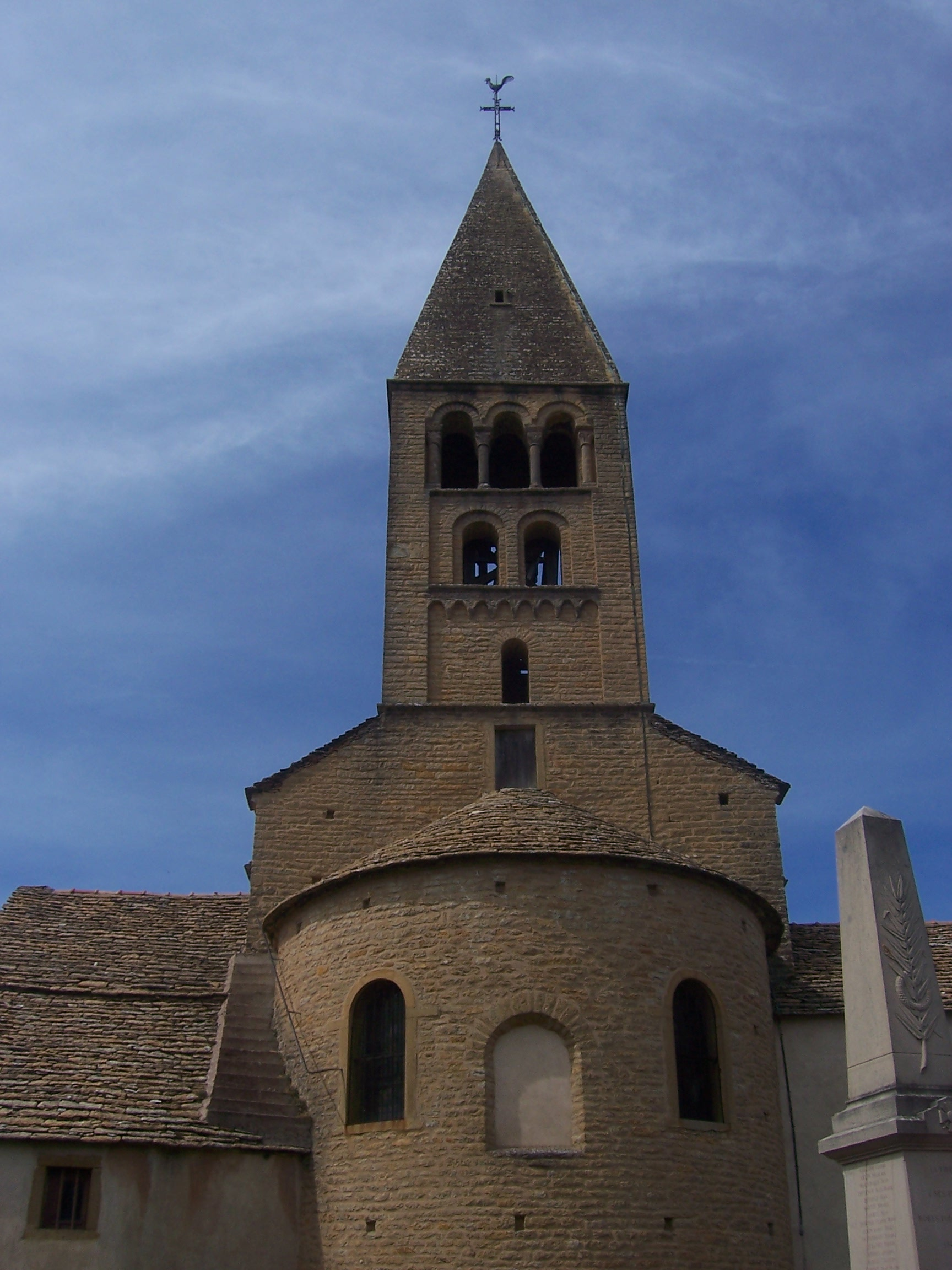
Kirche Notre-Dame